# UFC 105
UFC 105: Couture vs. Vera foi um evento de artes marciais mistas promovido pelo Ultimate Fighting Championship, ocorrido em 14 de novembro de 2009 no Manchester Evening News Arena em Manchester, Inglaterra. A luta principal da noite foi entre Randy Couture e Brandon Vera.

## Bônus da Noite
- Luta da Noite:  Michael Bisping vs.  Denis Kang
- Nocaute da Noite:  Dennis Siver
- Finalização da Noite:  Terry Etim

## Ligações Externas
- «Página oficial»